# 塔巴 (埃及)
塔巴（羅馬化：Ṭāba，國際音標：[ˈtˤɑːbɑ]）是埃及南西奈省一座位于埃以边境的城镇，地处亚喀巴湾北部海滨。塔巴是埃及的度假地，有大量来自以色列的游客。
1967年在第三次中东战争期间，塔巴被以色列占领。1982年，以军撤出西奈半岛时，拒绝归还塔巴。1988年，国际法院裁定埃及拥有塔巴主权。1989年2月26日，埃以签署了关于最终解决塔巴问题的三项协议。根据协议，以色列在1989年3月15日前全部撤出塔巴；以色列公民以后無需签证可进入塔巴；埃及将向以色列在塔巴的旅馆和度假村的拥有者支付赔偿费。
1995年9月24日，以色列外长佩雷斯与巴勒斯坦解放组织执委会主席阿拉法特在塔巴经过九天谈判达成并草签了一份协议，即《塔巴协议》。这是一份关于扩大巴勒斯坦自治范围的协议。根据协议，巴自治范围将扩及约旦河西岸30%的地区，以色列军队将撤出西岸七座主要城市，并释放被关押的数千名巴勒斯坦人。
2004年10月7日，塔巴的希尔顿饭店和附近2个度假村先后遭到炸弹袭击，造成39人死亡和150人受伤。3名参与爆炸袭击的首要恐怖分子于2006年11月30日被埃及最高国家安全法院宣布判处死刑。

## 圖集

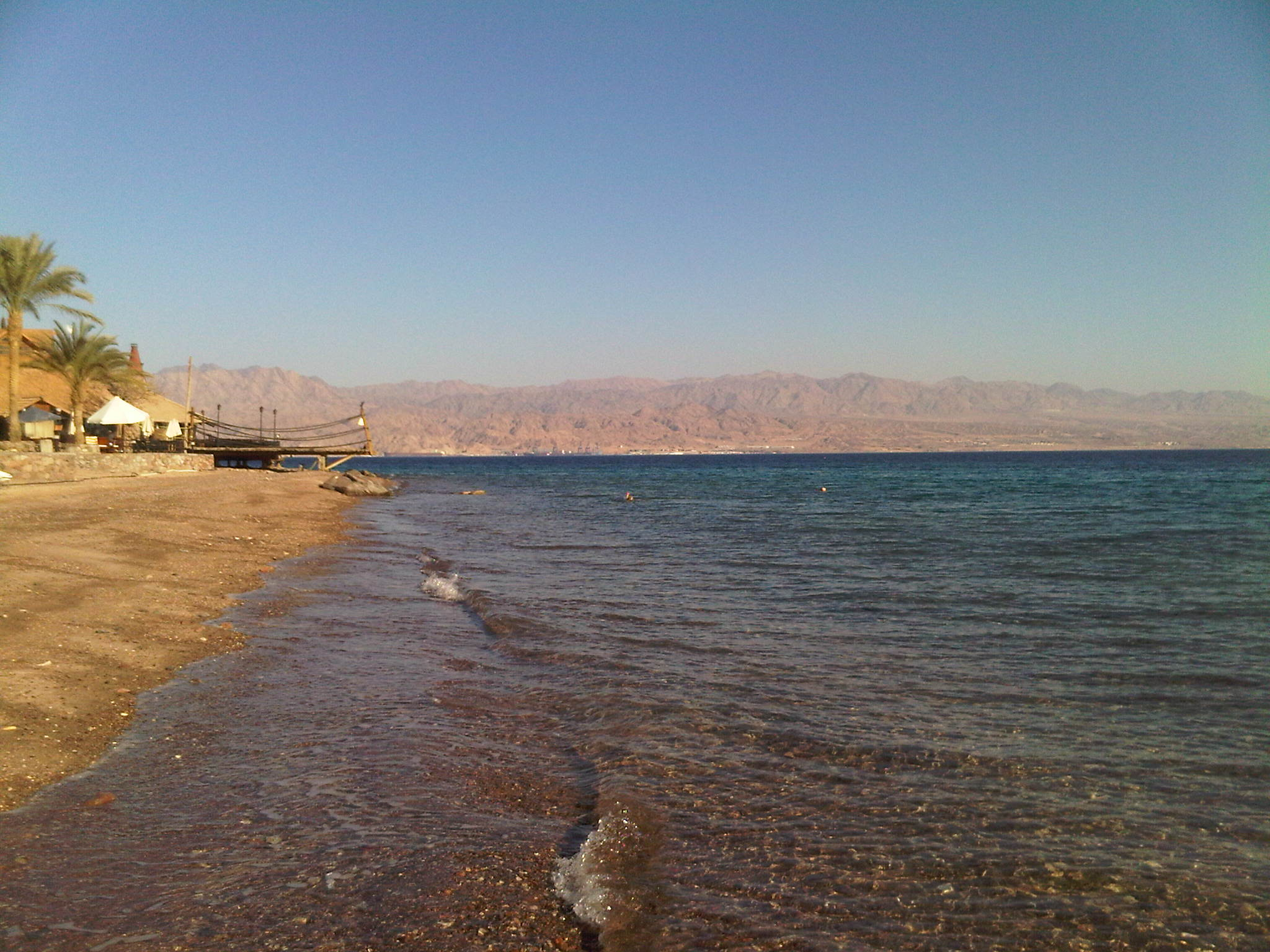
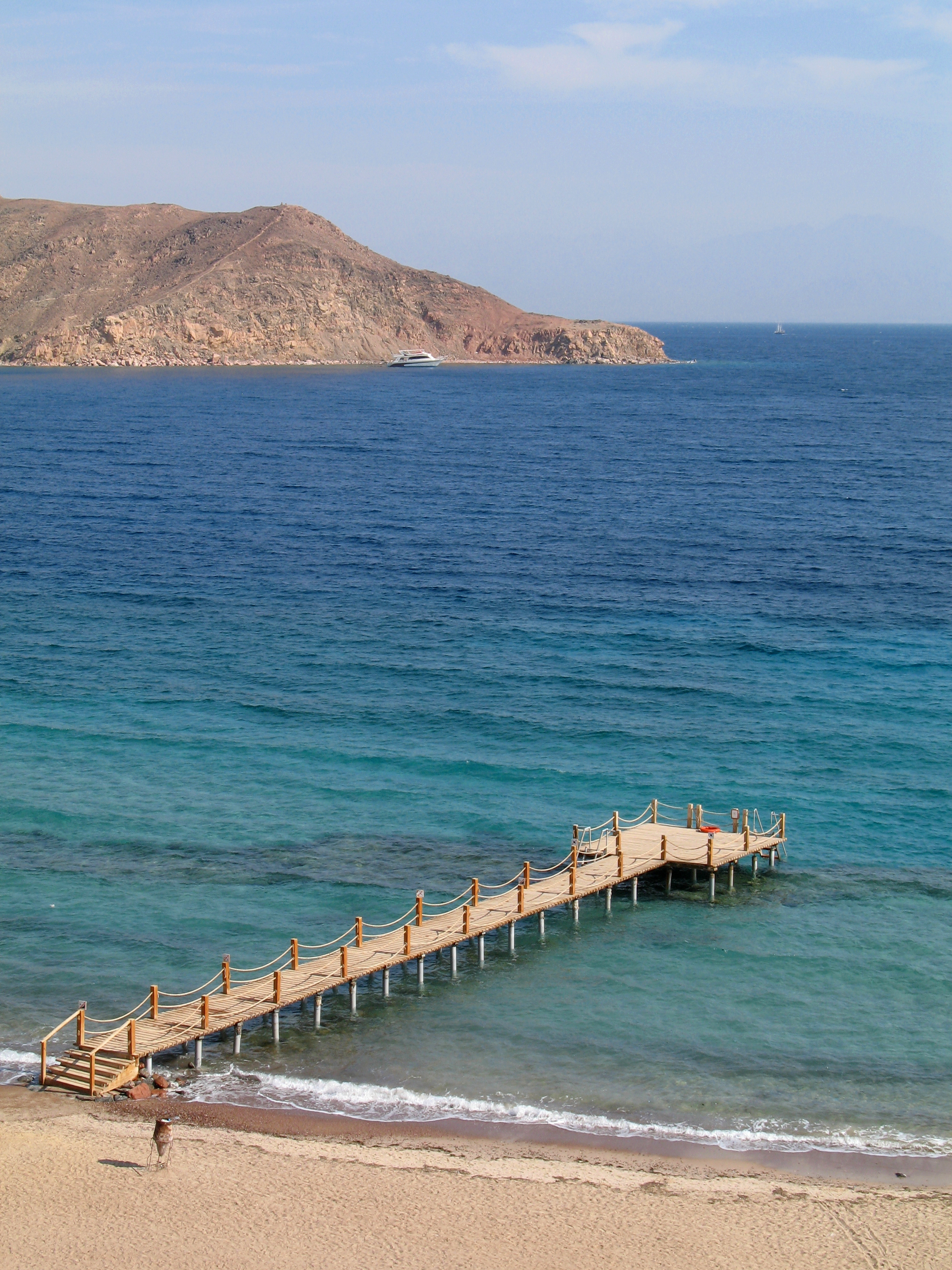
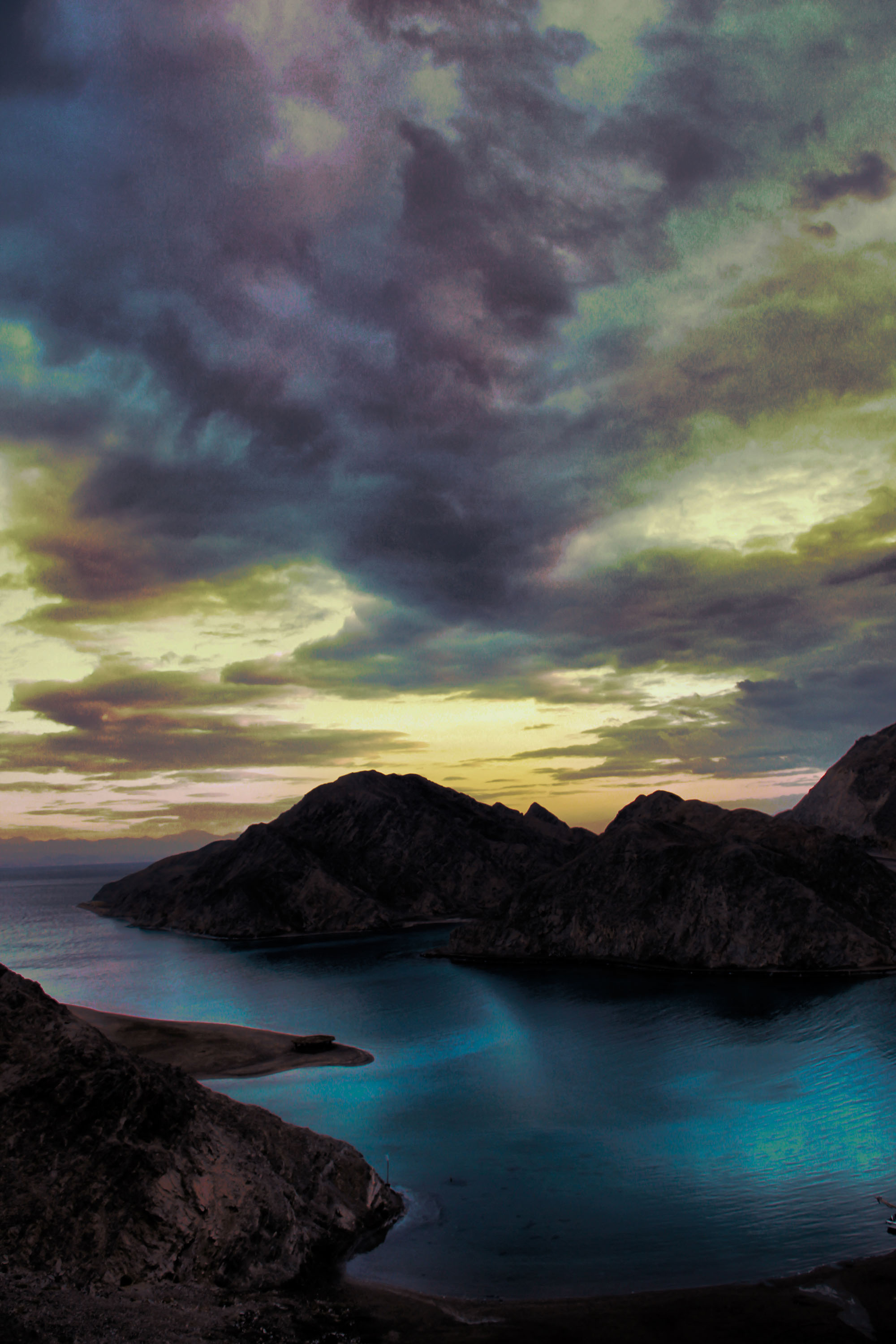
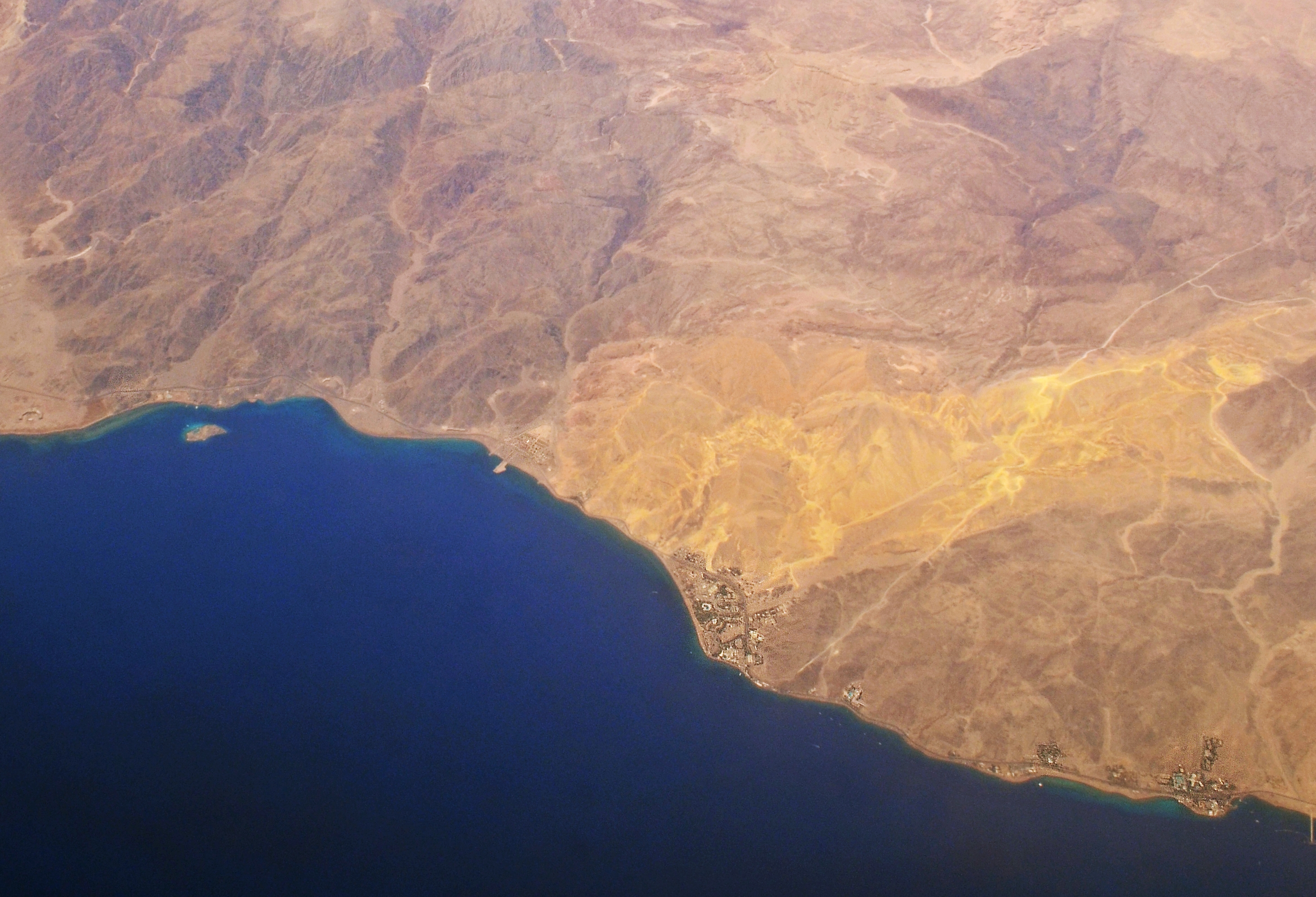
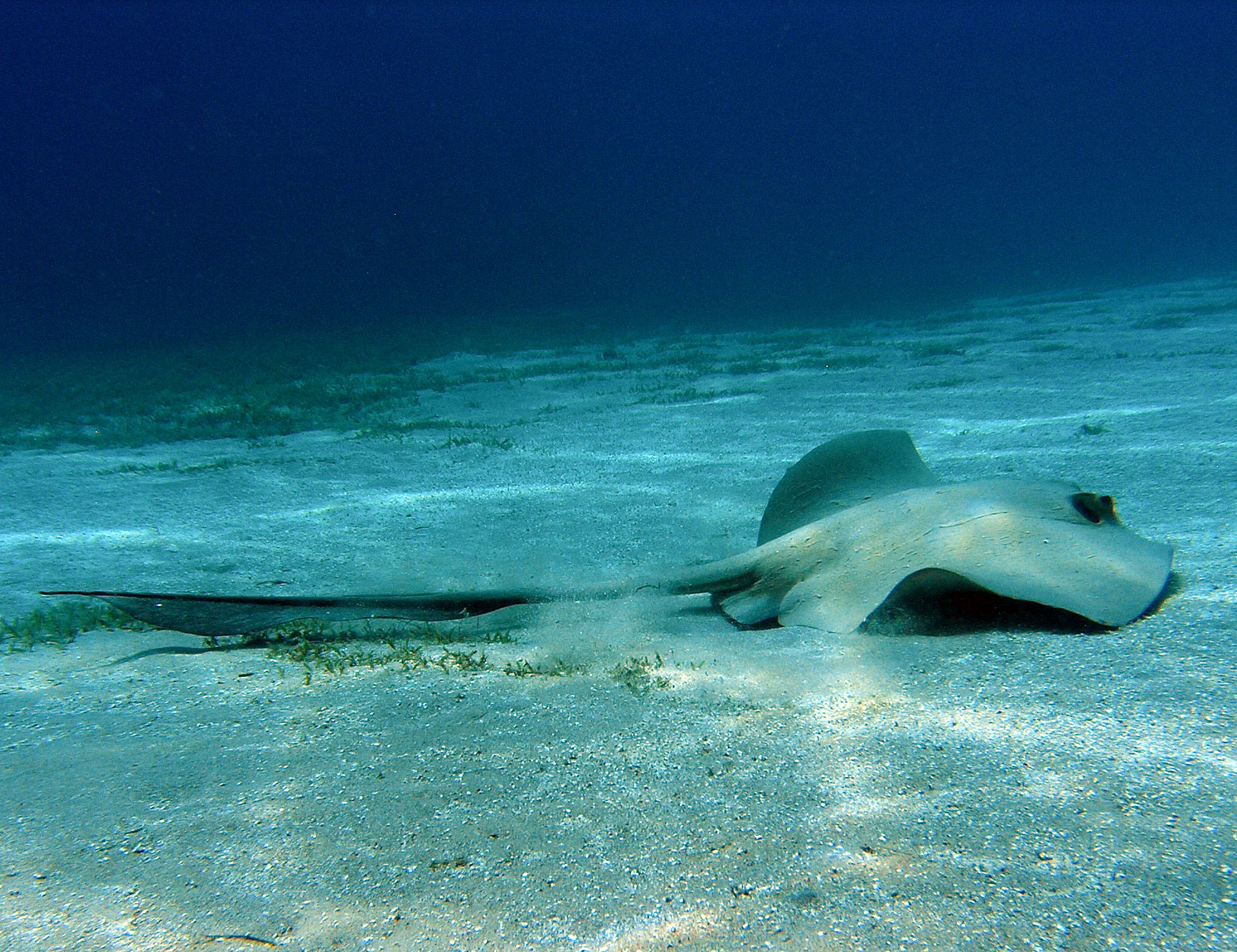
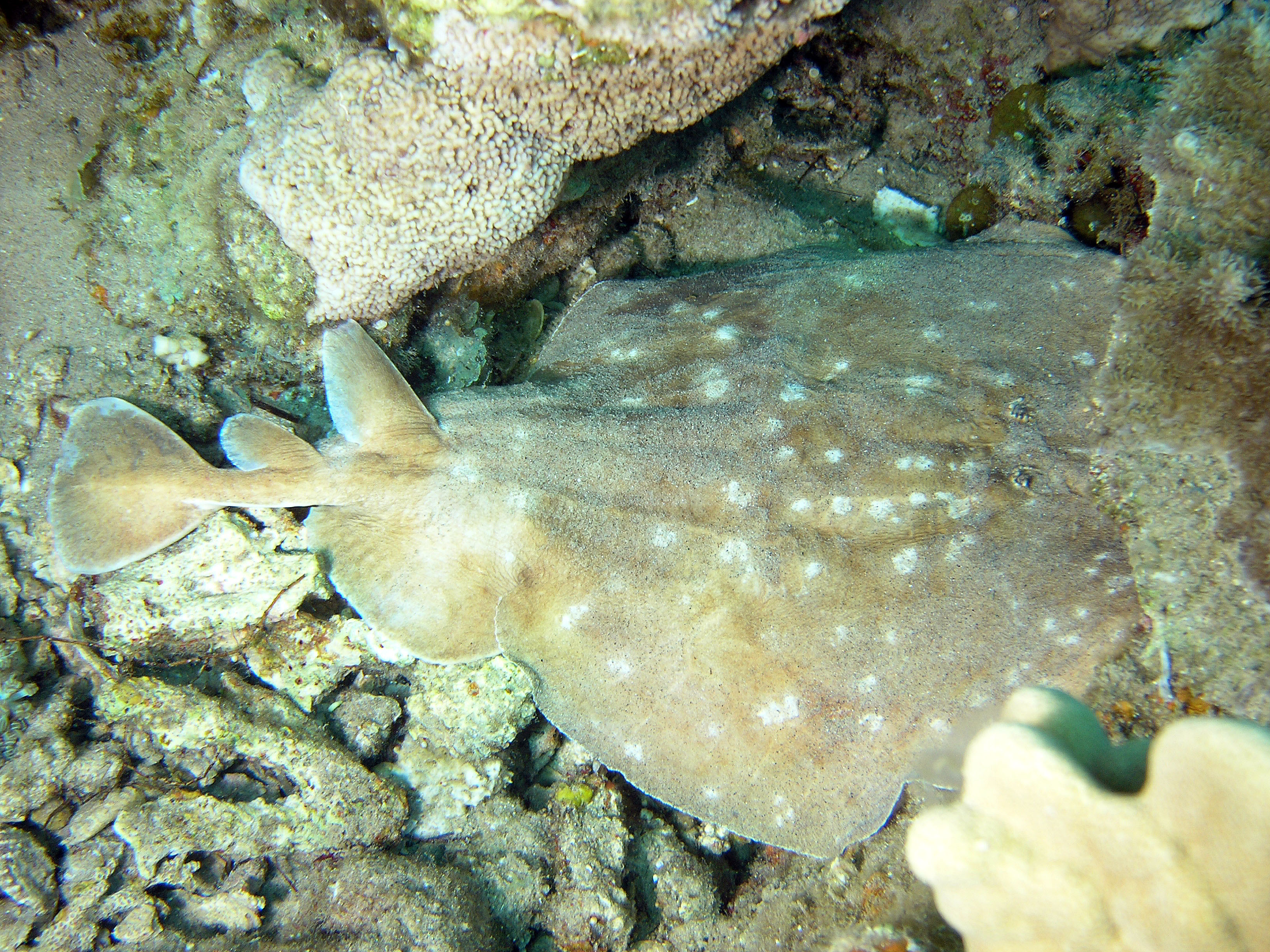
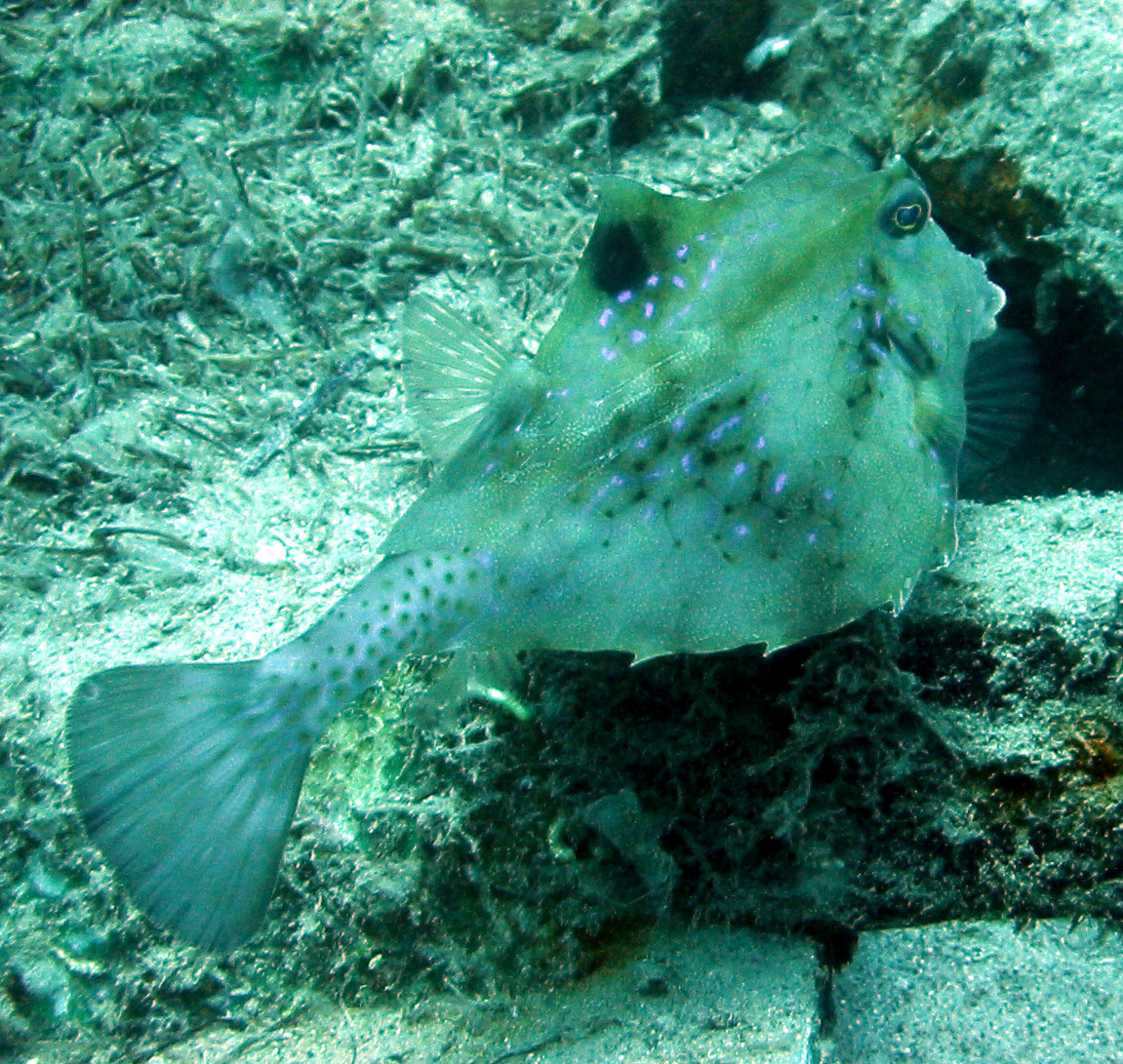
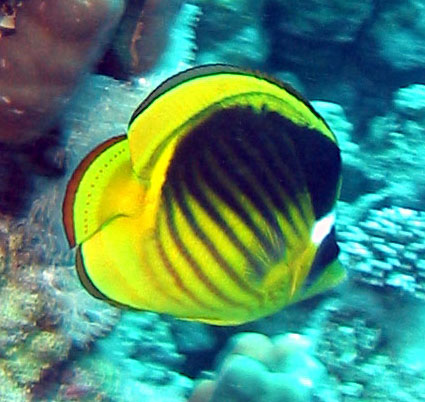
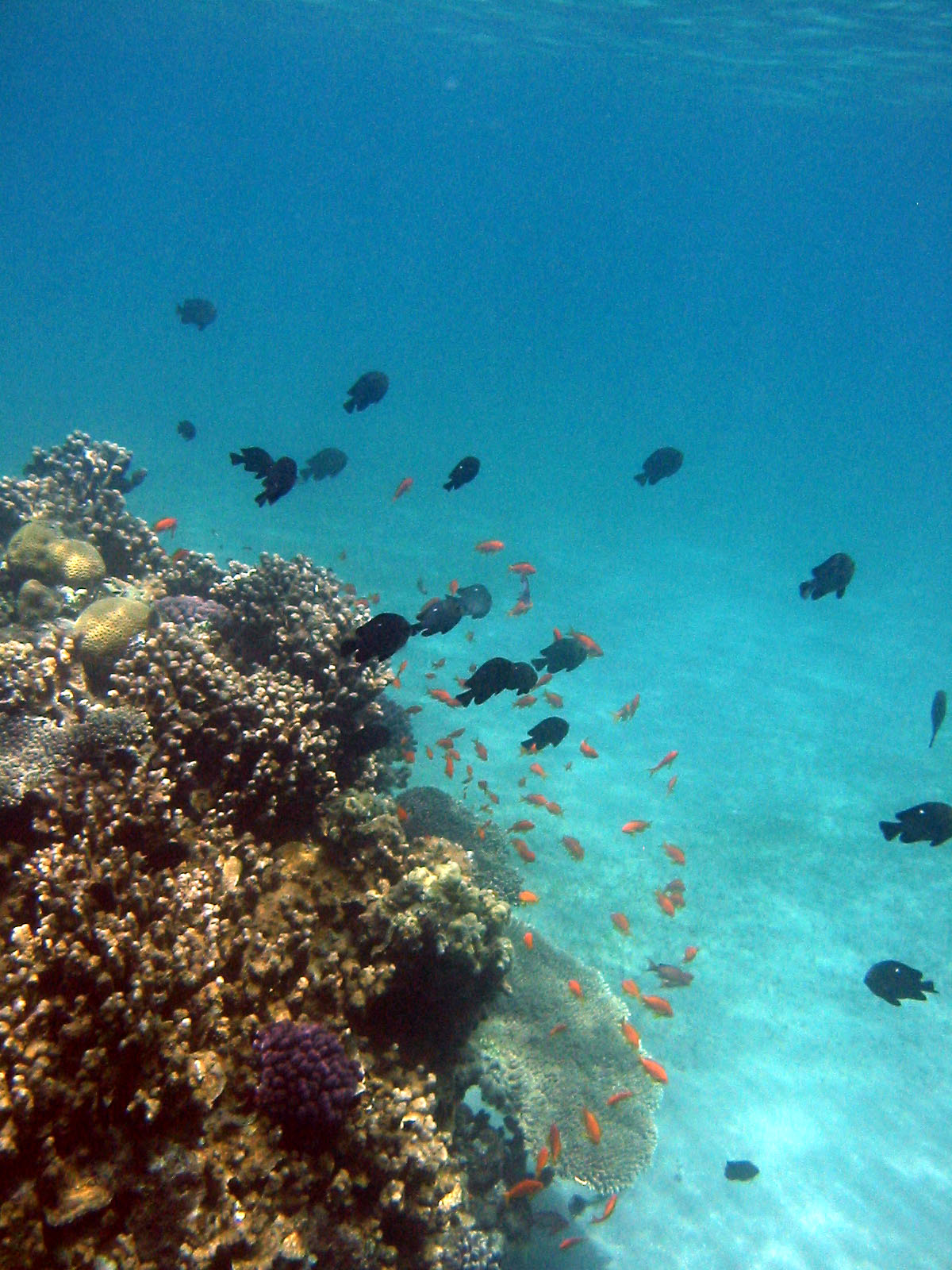
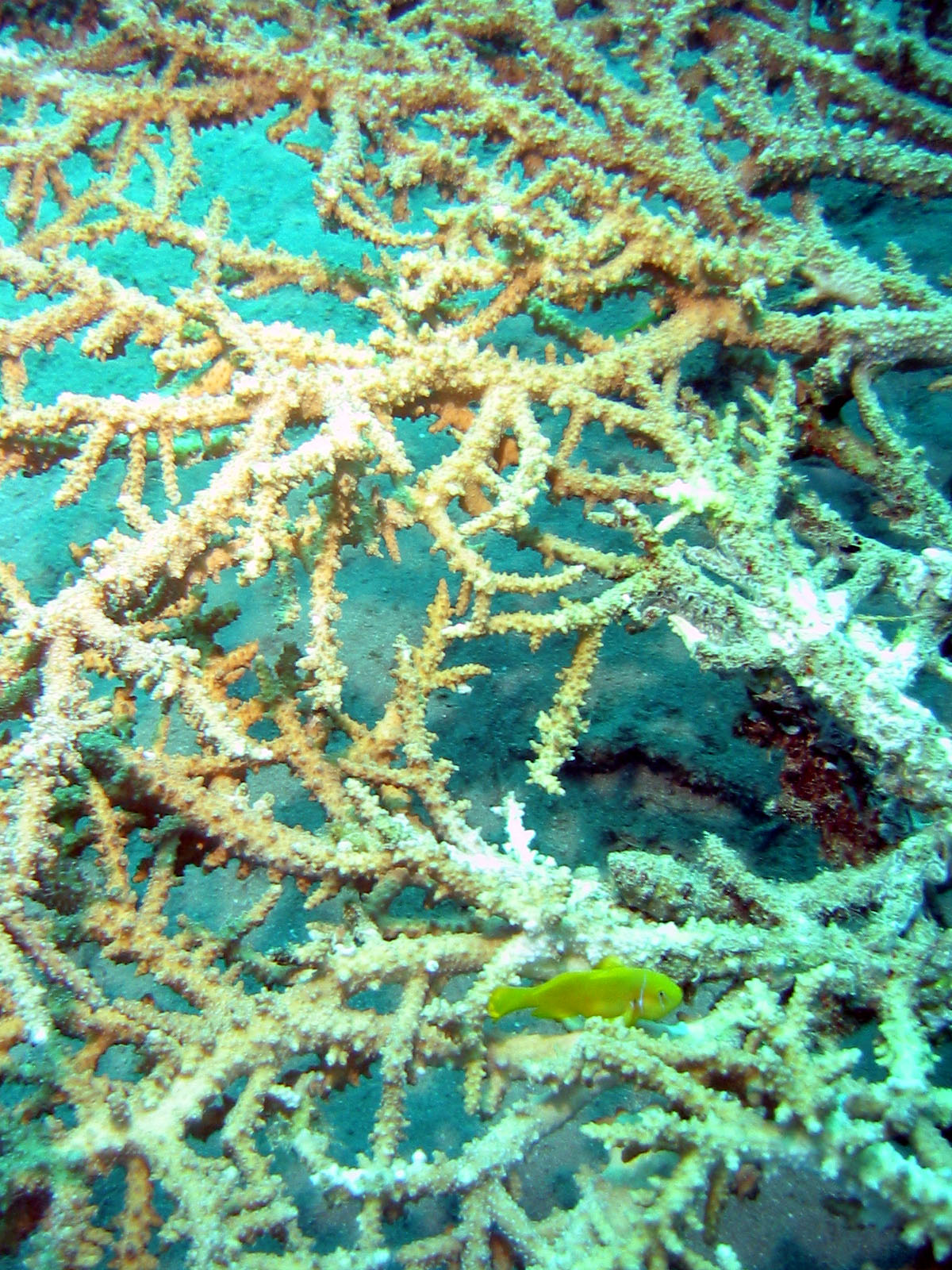
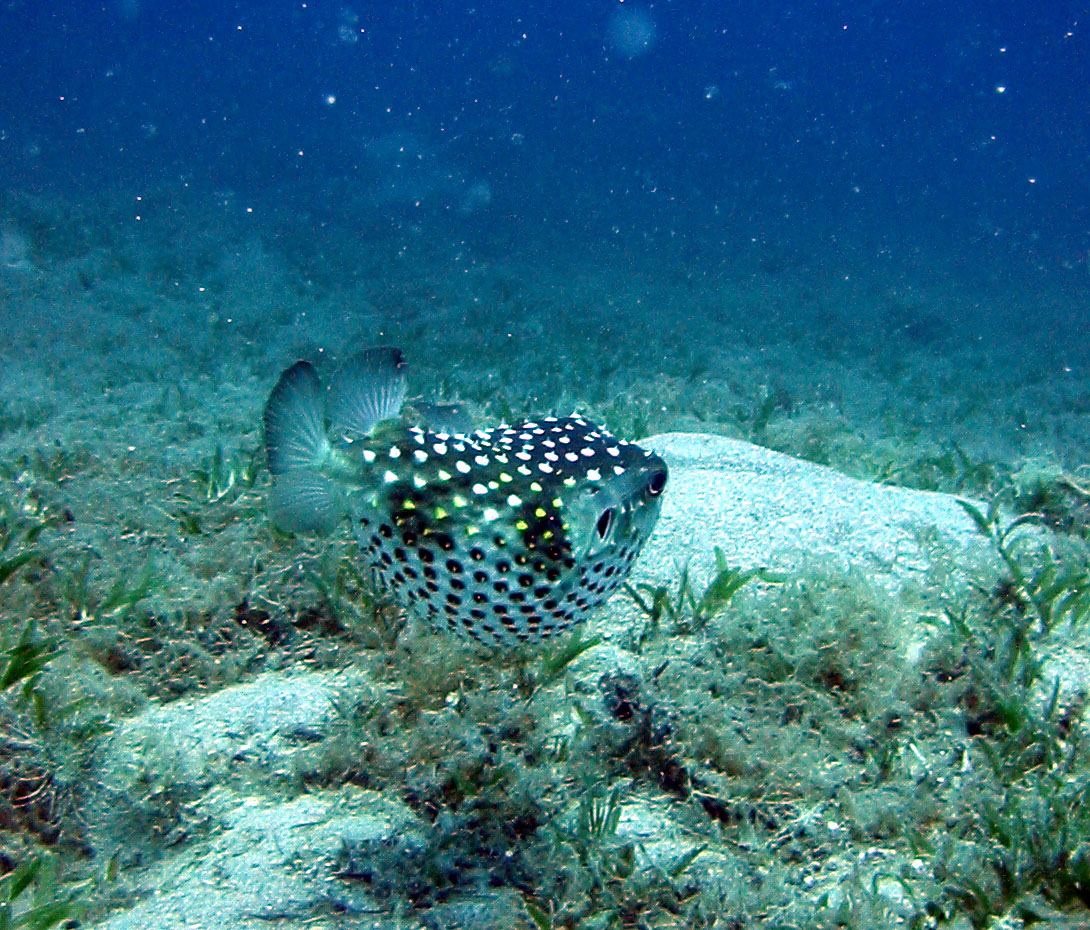
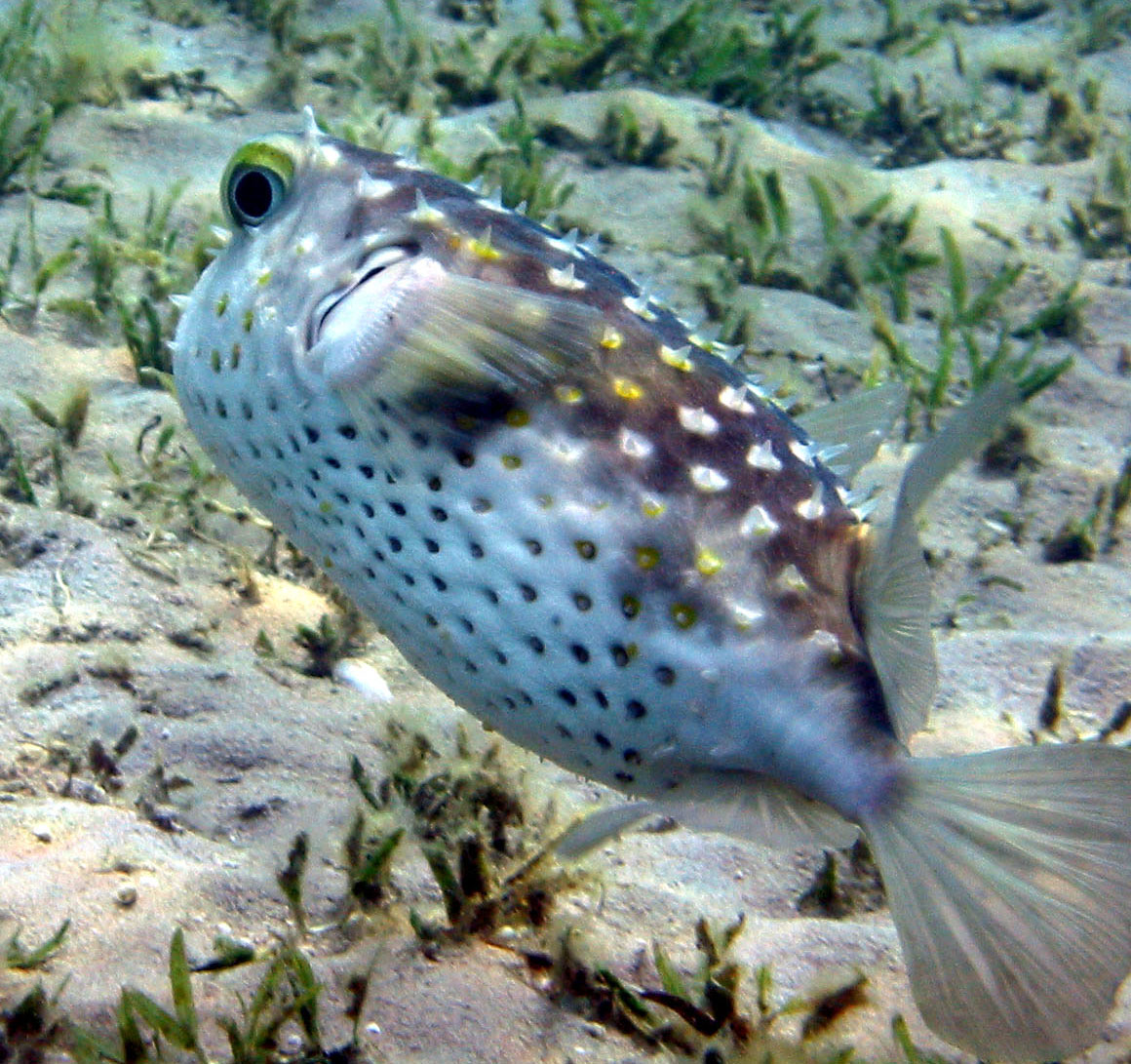
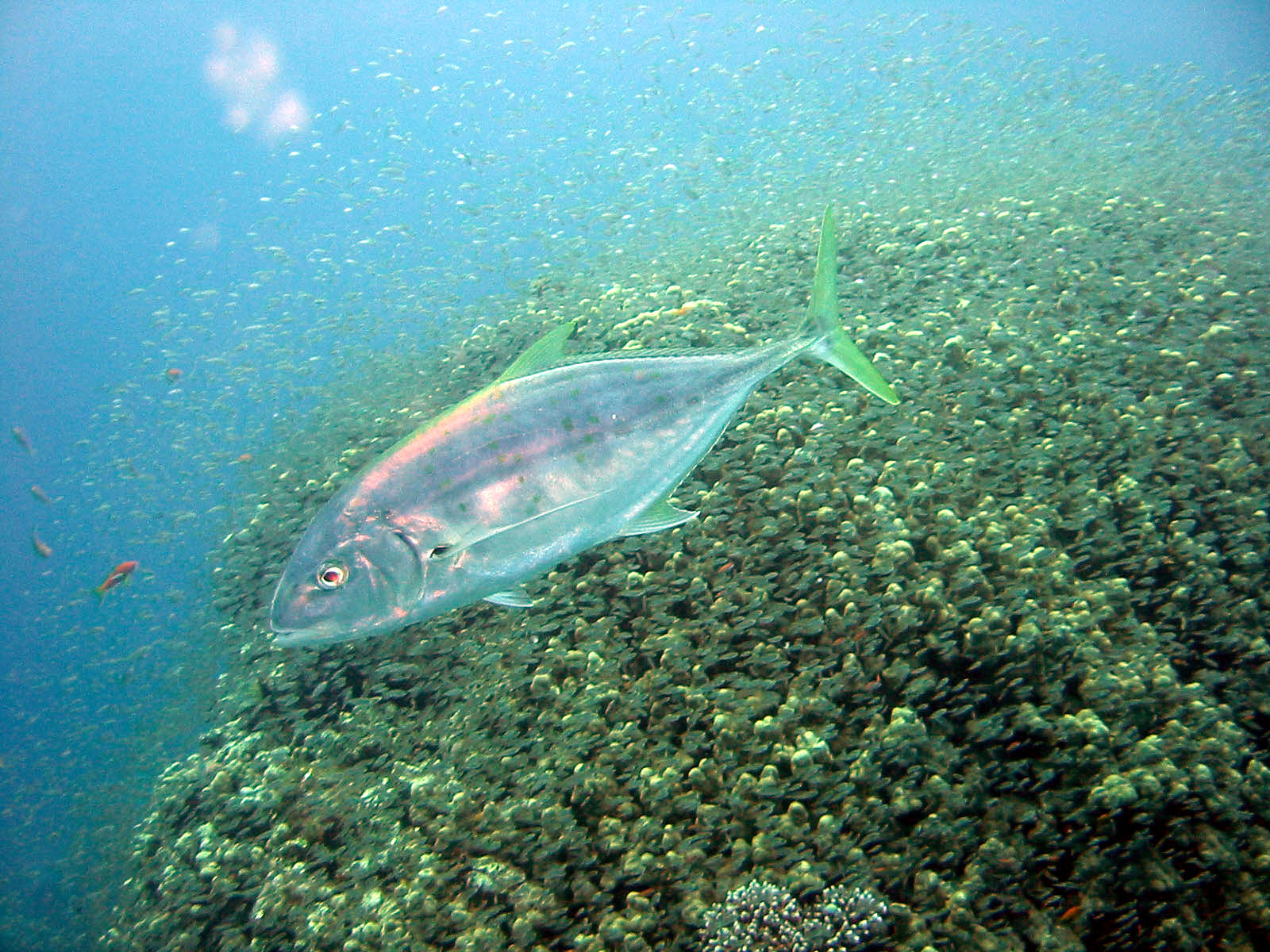
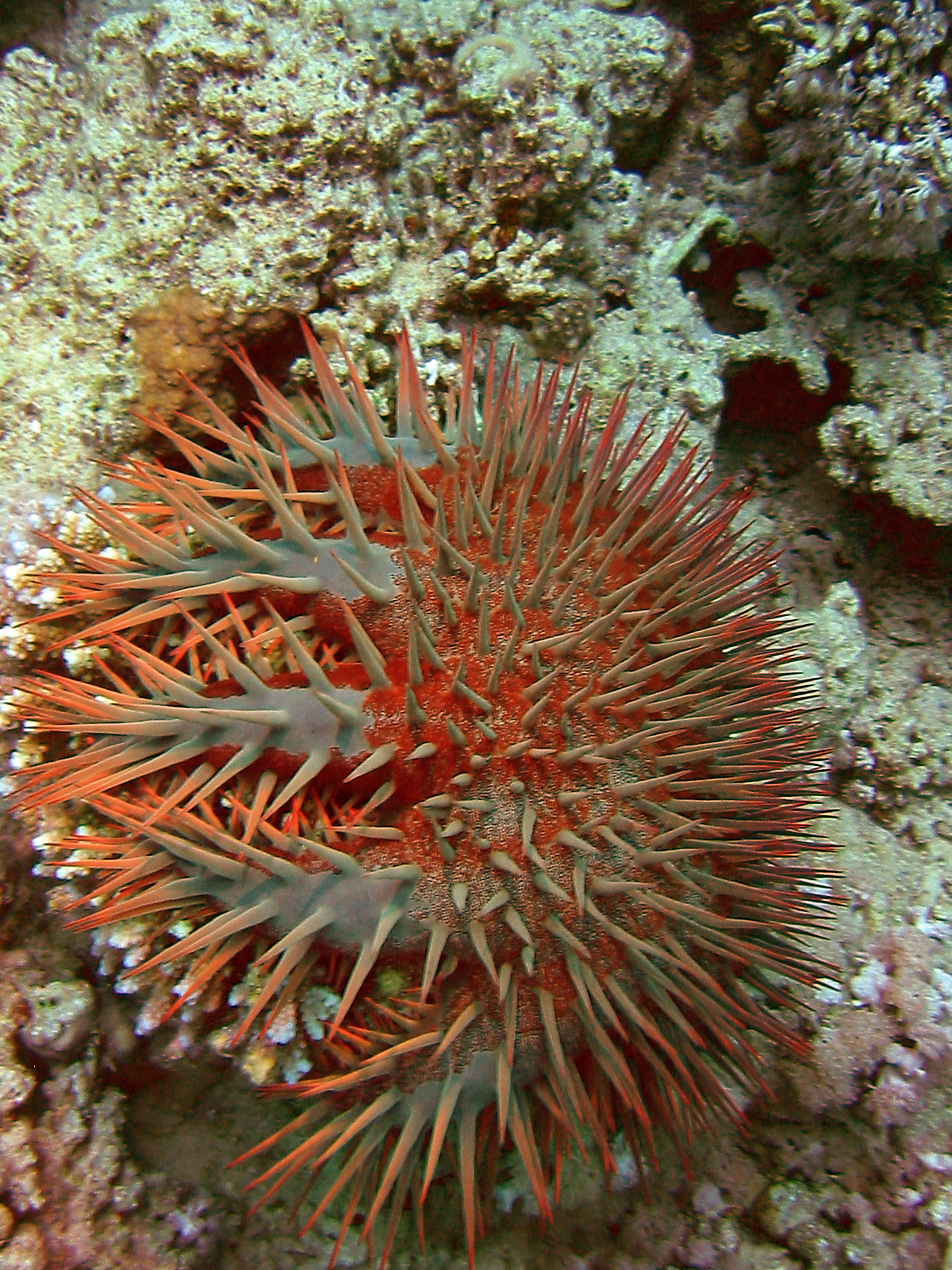
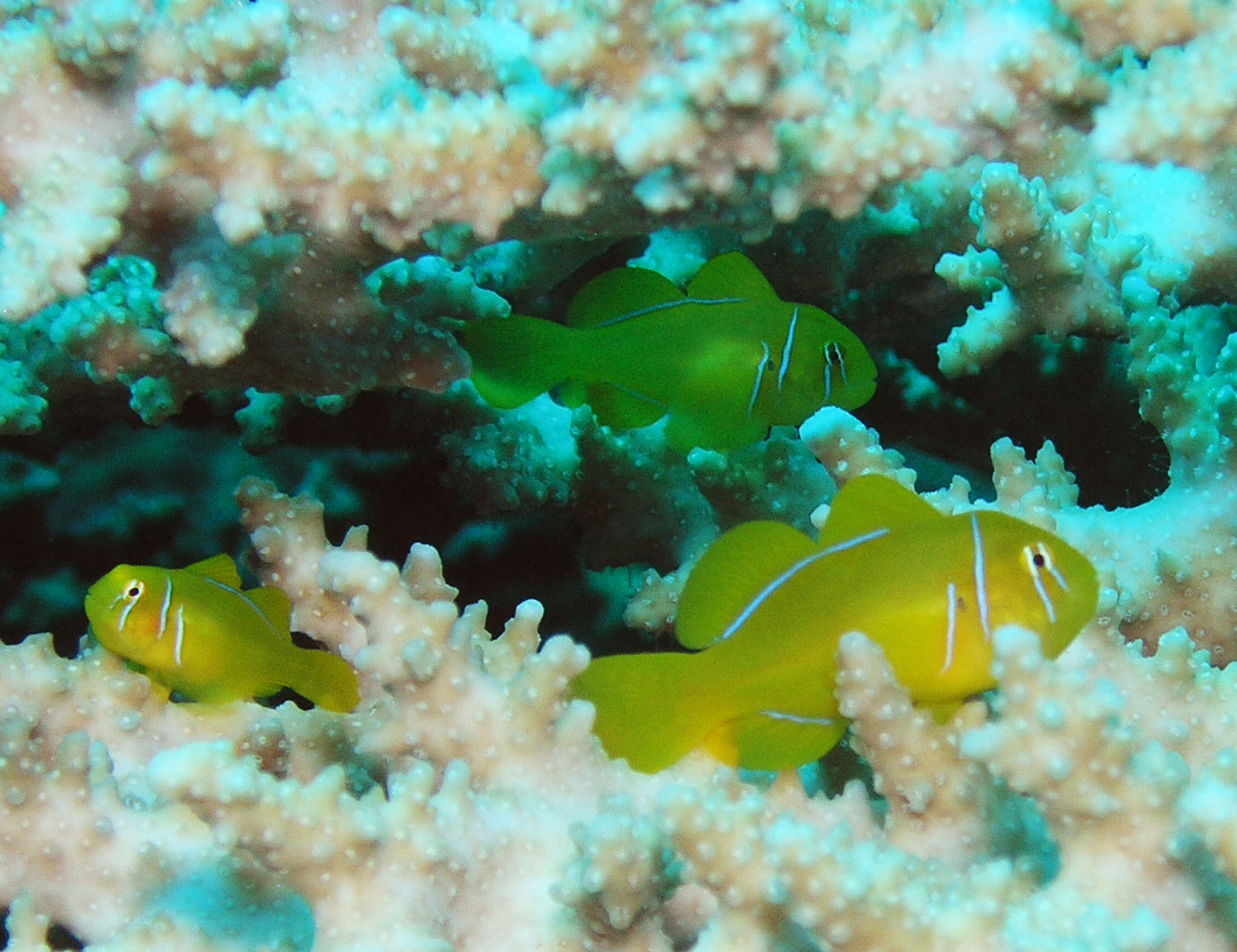
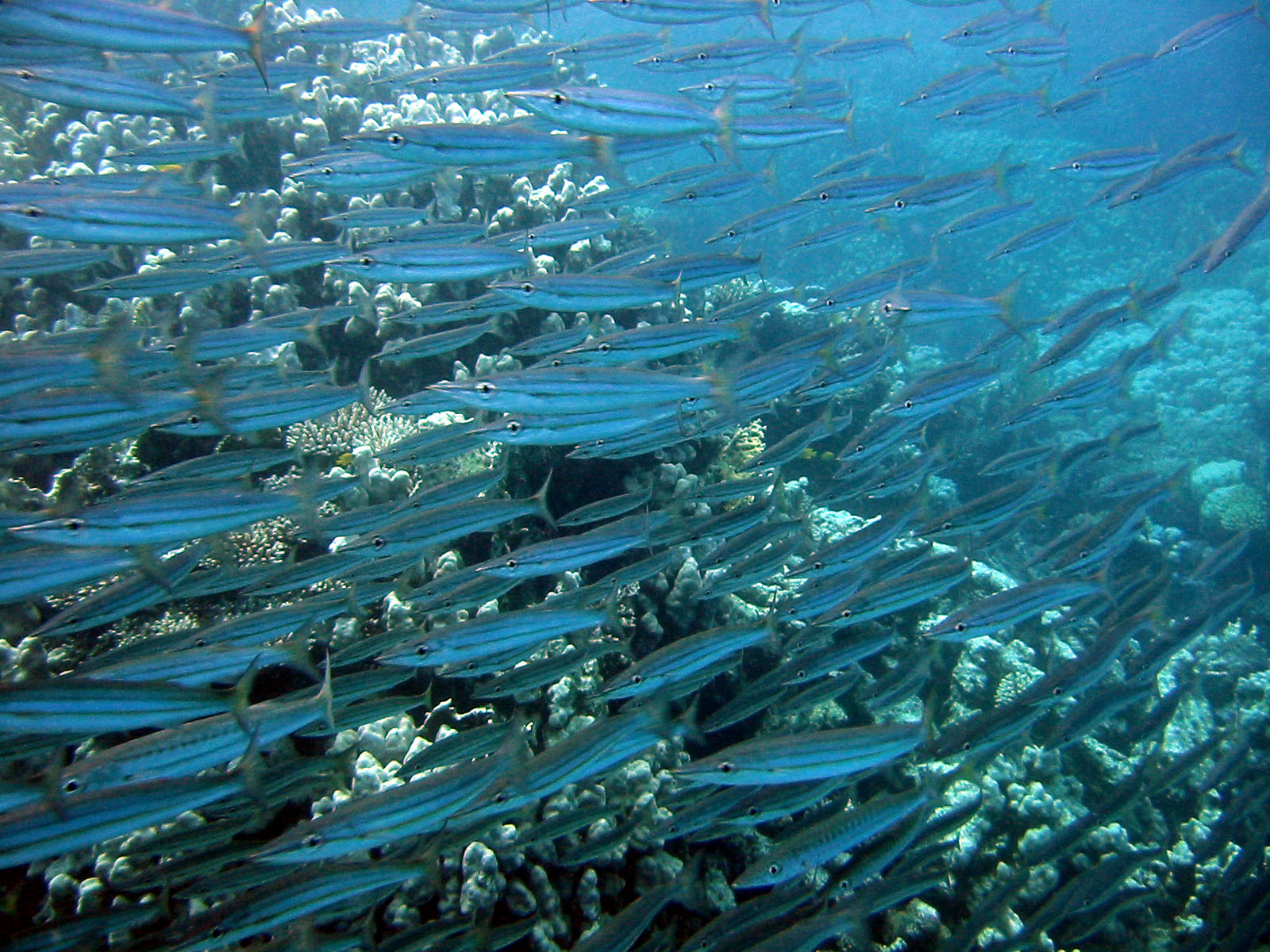
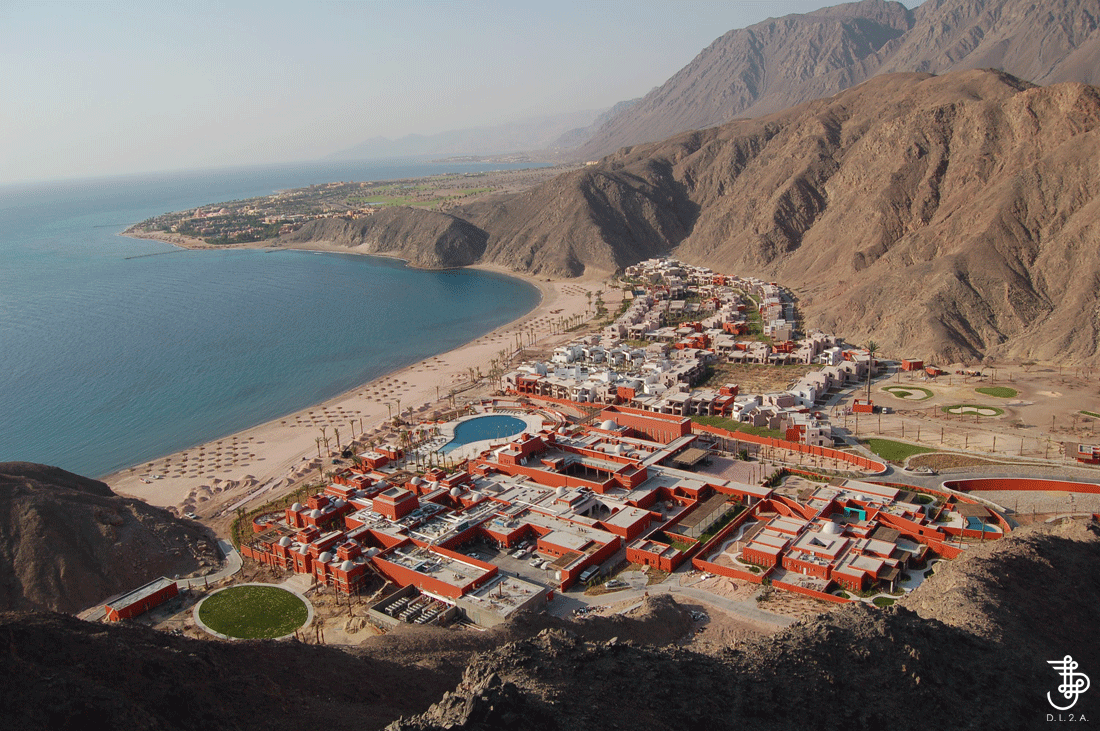
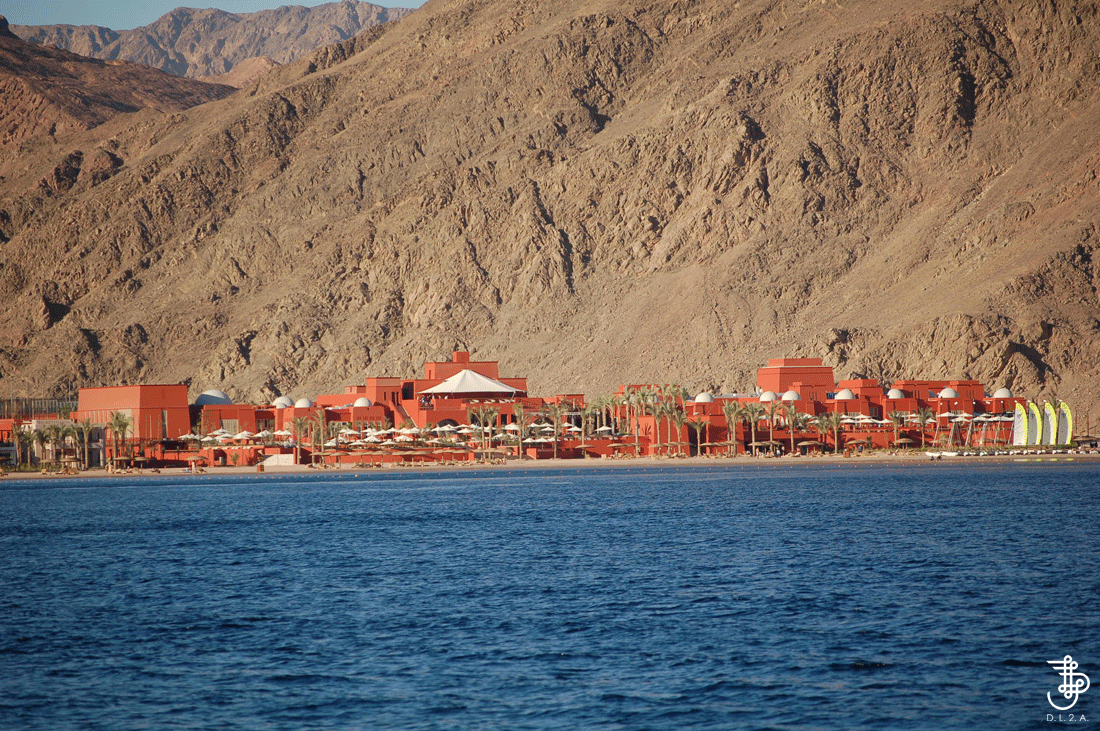
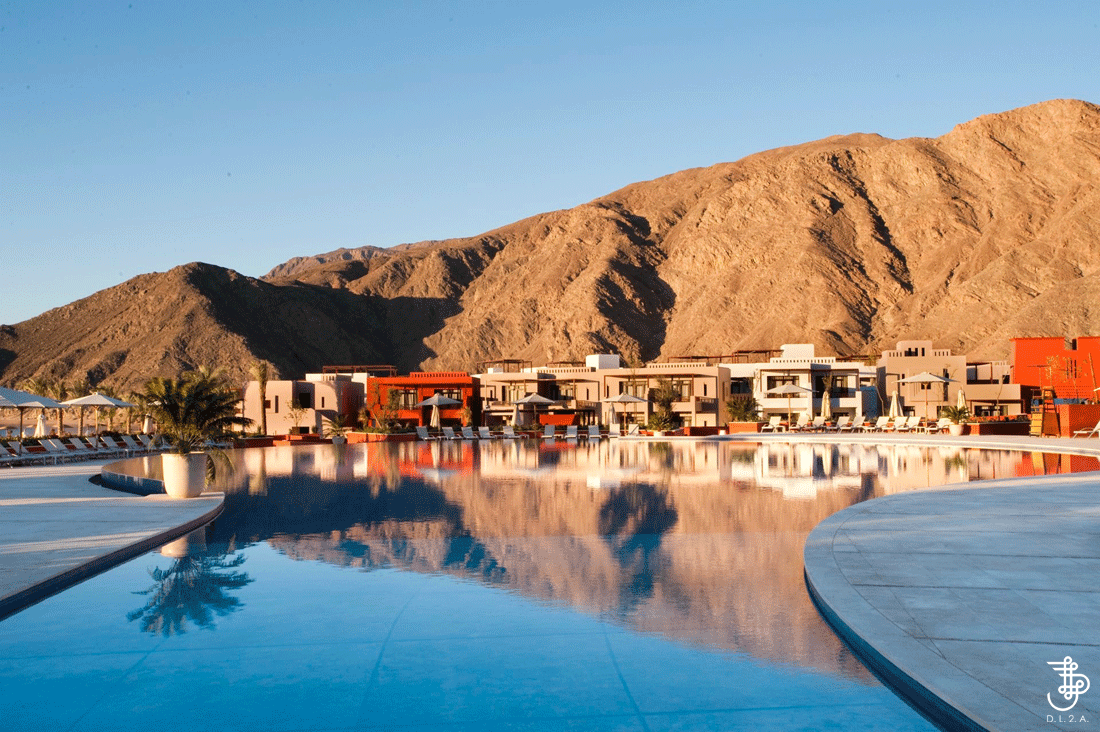
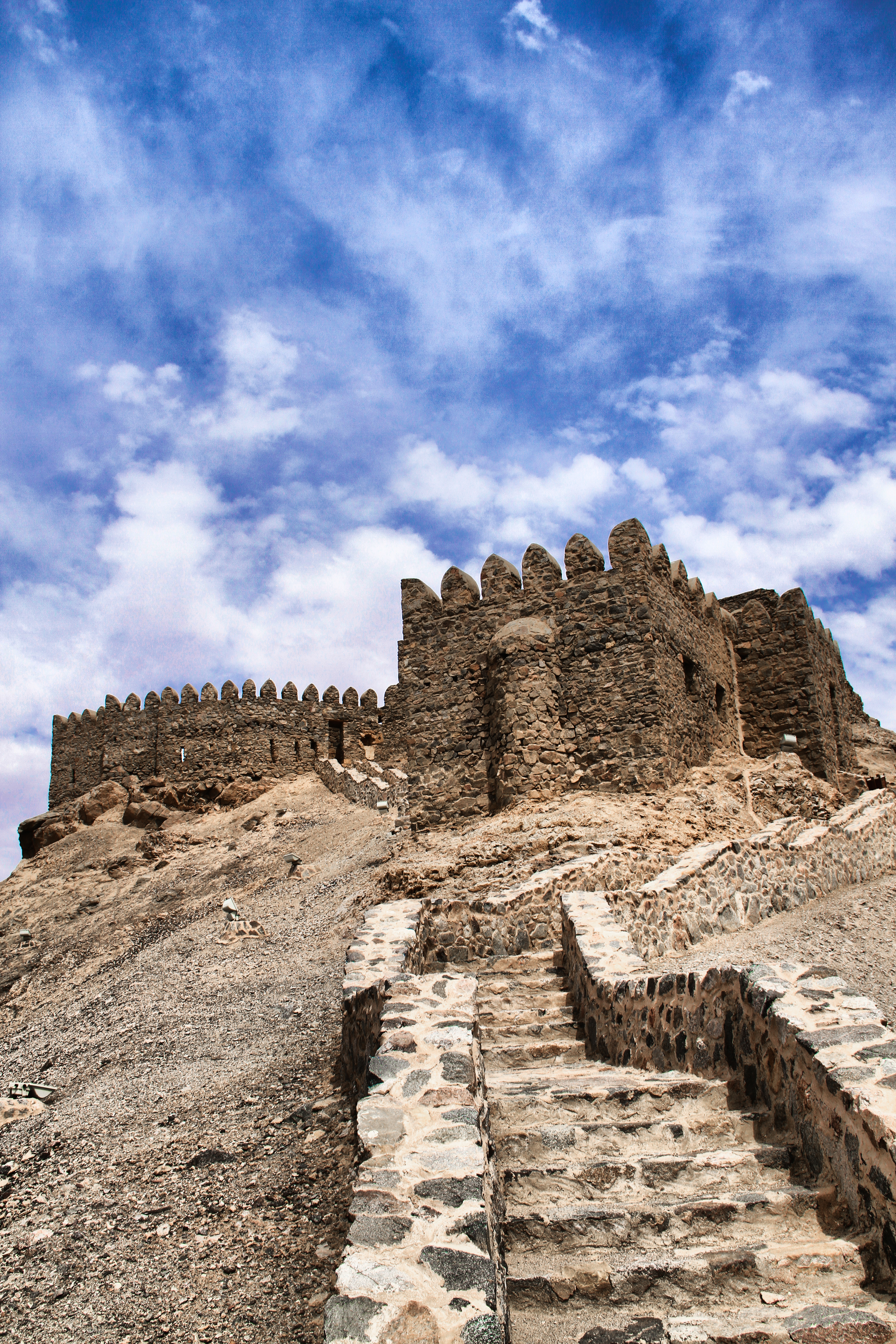
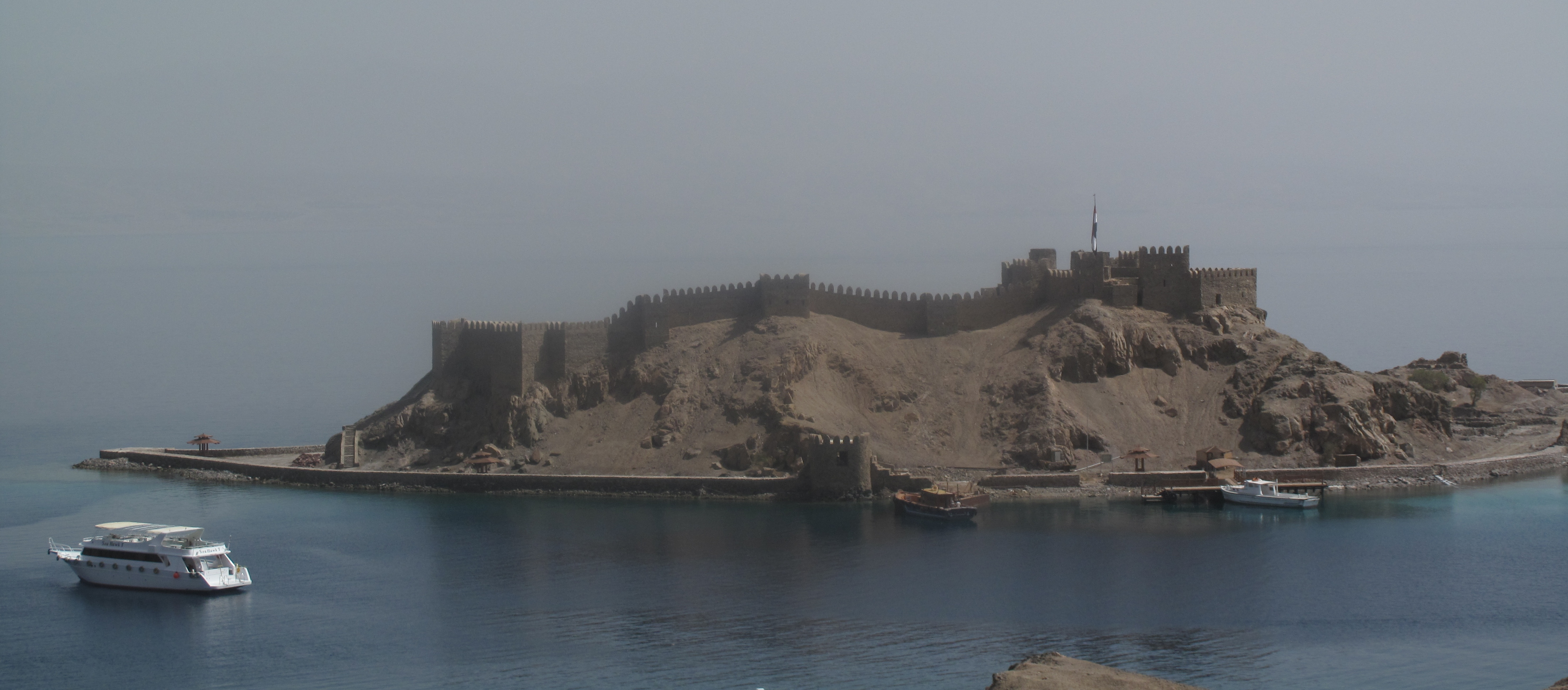
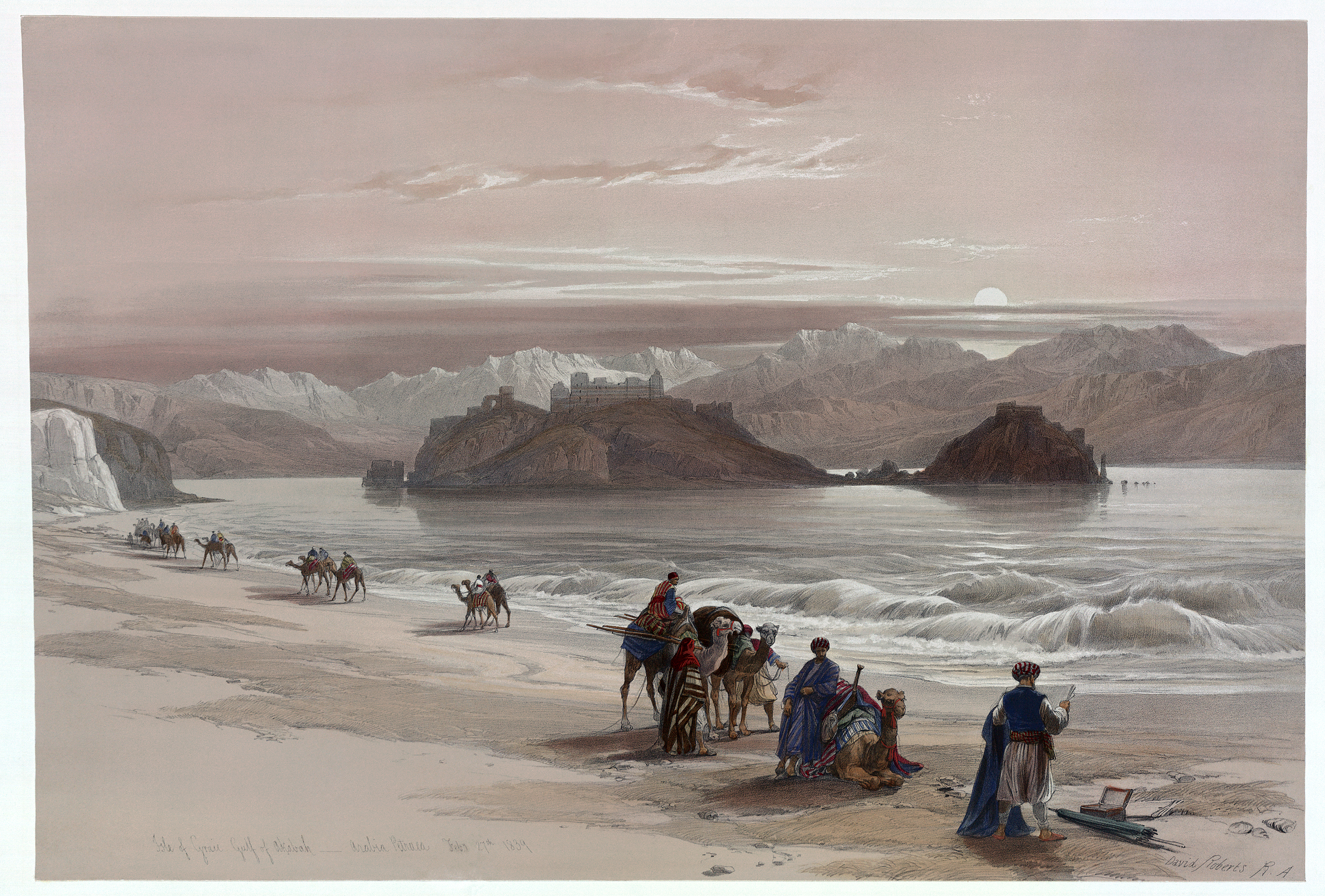
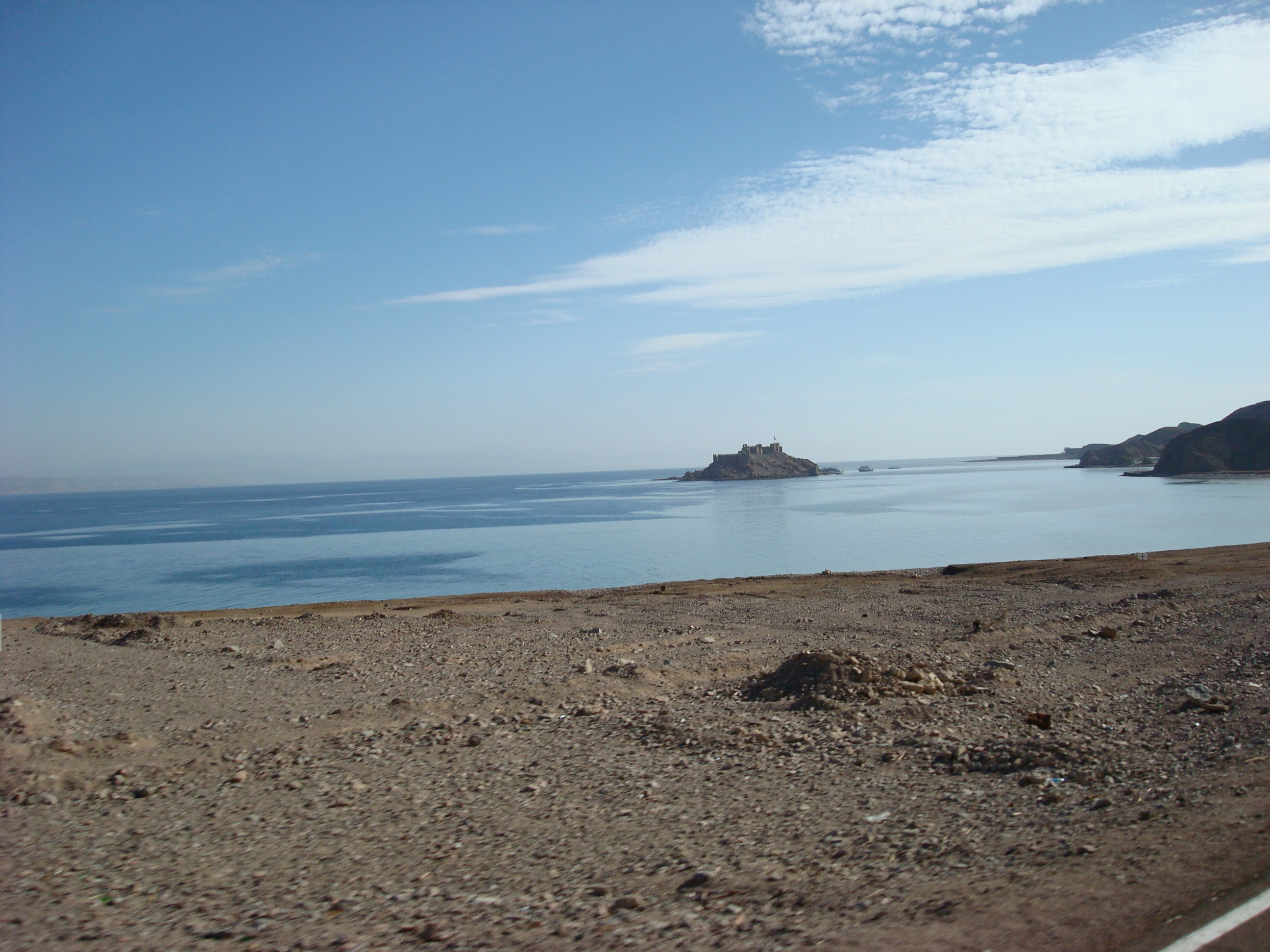
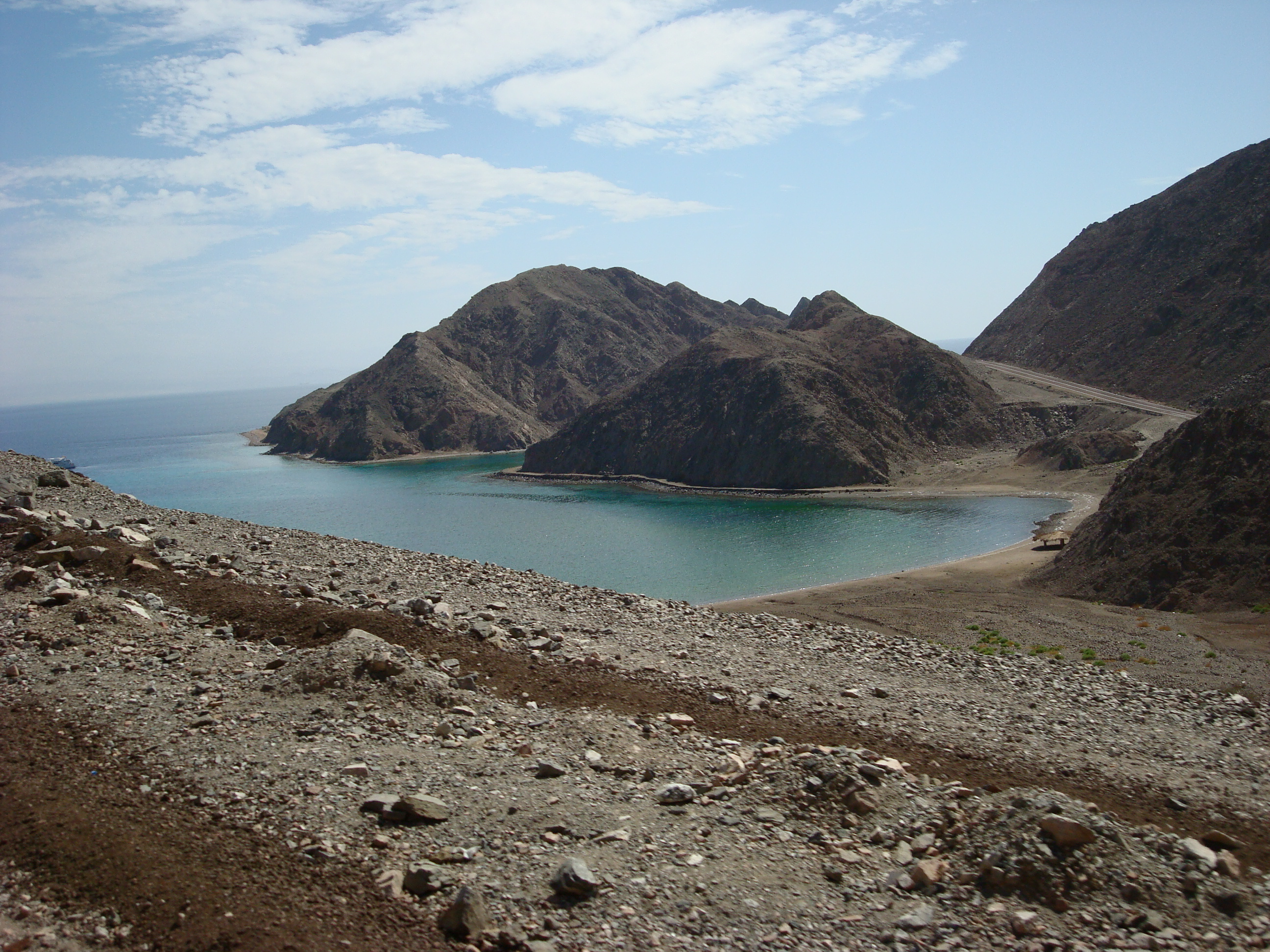
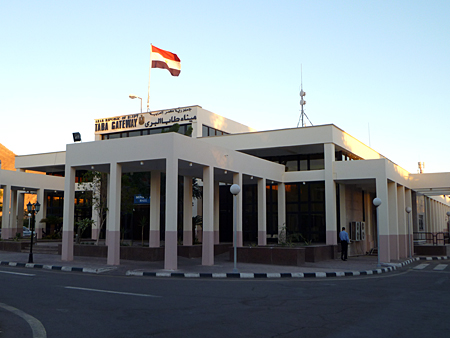
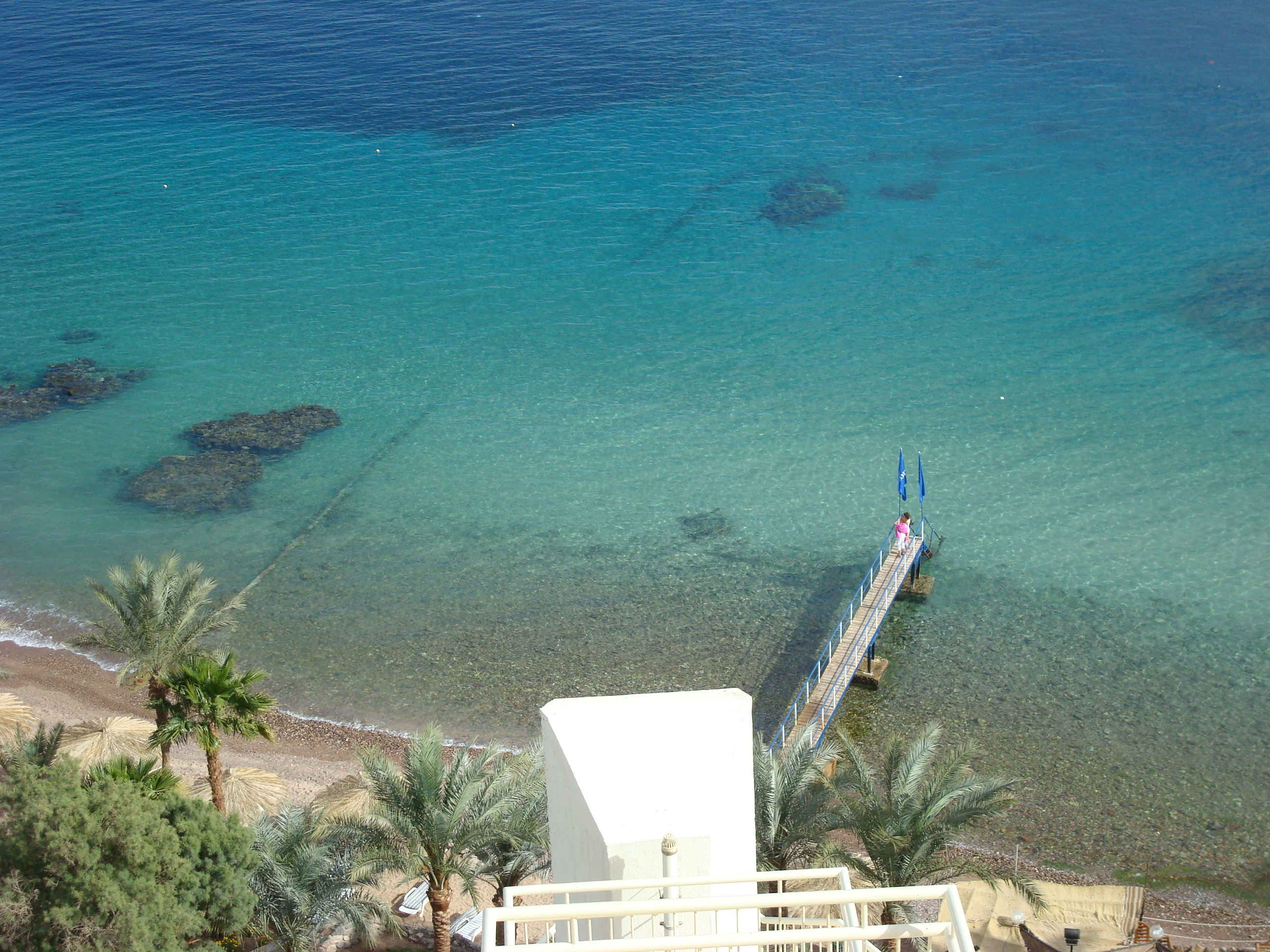
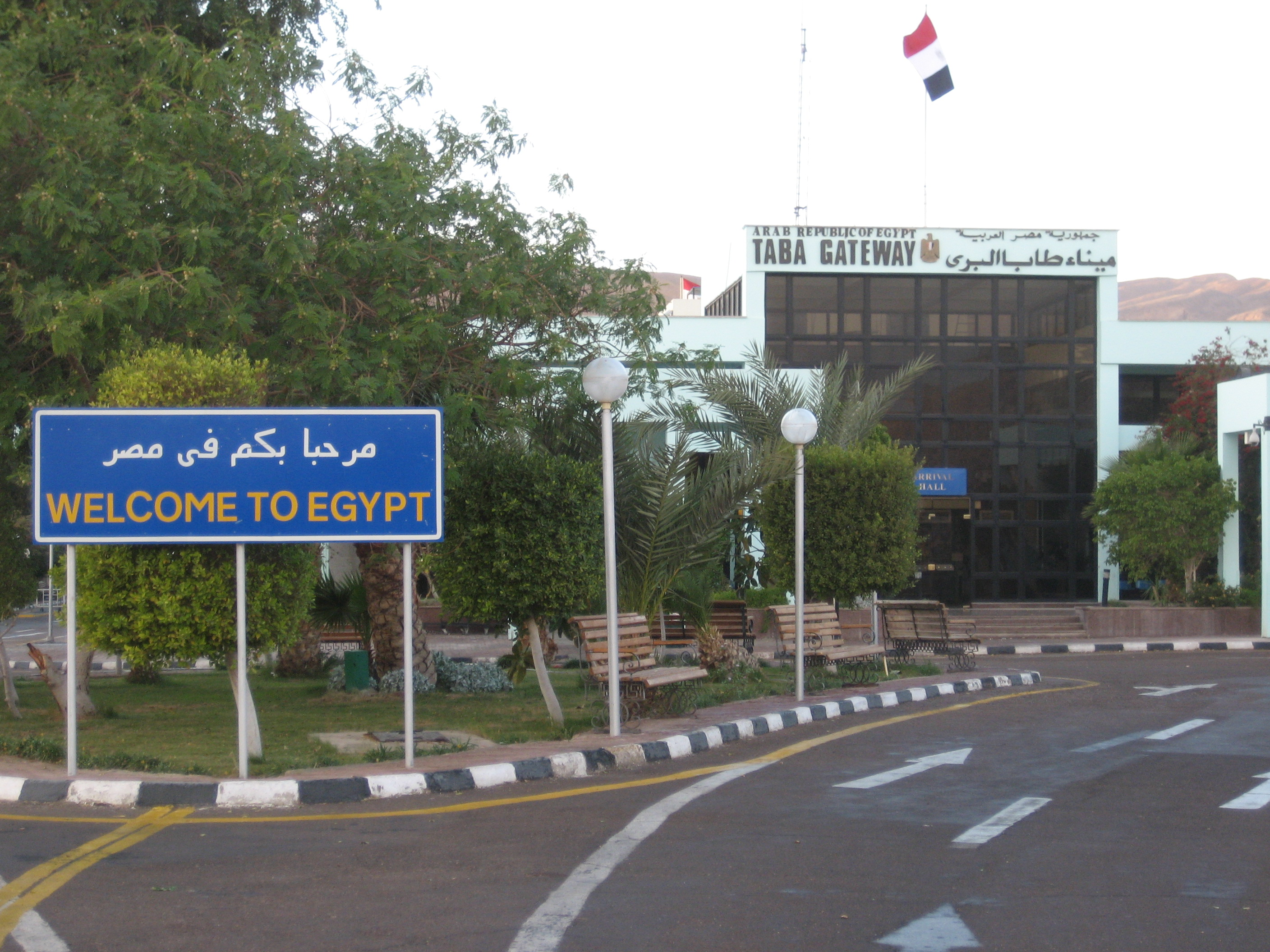